# Der Menschenhasser
Der Menschenhasser (Le Misanthrope) ist die 1979 geschaffene Aufzeichnung des Fernsehens der DDR einer Inszenierung der Komödie Der Menschenfeind Molières von Fritz Marquardt an der Volksbühne Berlin.

## Handlung
Da es sich hierbei um die Theaterinszenierung handelt, siehe: Der Menschenfeind

## Produktion
Die Premiere dieser Inszenierung in der Fassung von Kurt Bartsch fand anlässlich der XIX. Berliner Festtage am 28. September 1975 in der Berliner Volksbühne statt. Hier wurde auch die Vorstellung in der Ausstattung von Pieter Hein 1979 aufgezeichnet.
Die Erstausstrahlung erfolgte im 2. Programm des Fernsehens der DDR am 29. September 1979.

## Kritik
Ernst Schumacher stellte in der Berliner Zeitung fest, dass die Inszenierung dem Werk Gerechtigkeit widerfahren lässt, auch wenn sie durchaus die Interessen der heutigen Zeit zur Geltung bringt. Der „Menschenhasser“ ist von der Empfindung her sehr menschenfreundlich, die Aufführung kommt ohne Mätzchen und ohne Verkrampfungen aus. Rainer Kerndl bezeichnete im Neuen Deutschland die Premiere des Stückes als brillantes und erlesenes Komödien-Theater, wie er es gern noch öfter auf den Bühnen sehen würde.